# St.-Georg-Marien (Ilfeld)

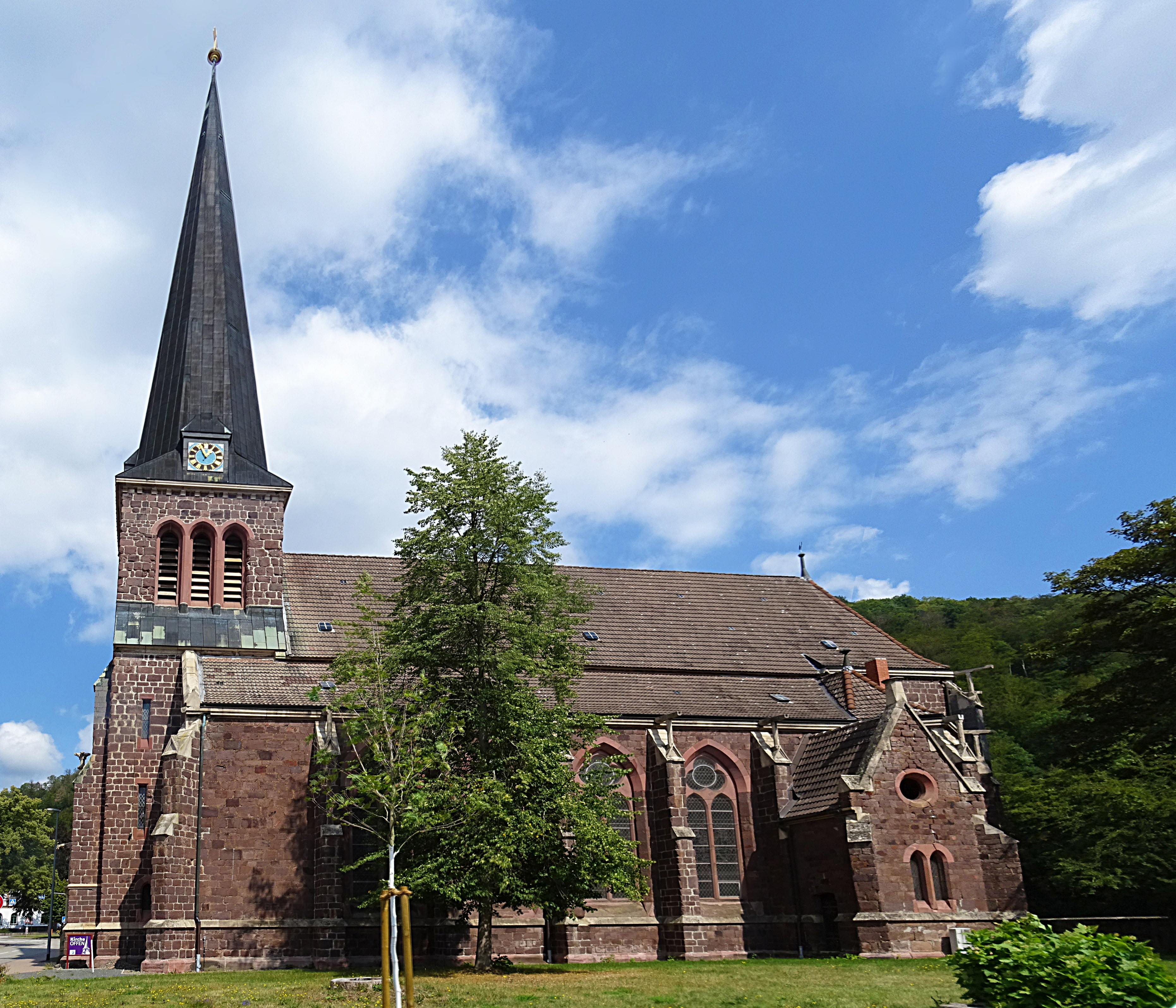
Die Kirche

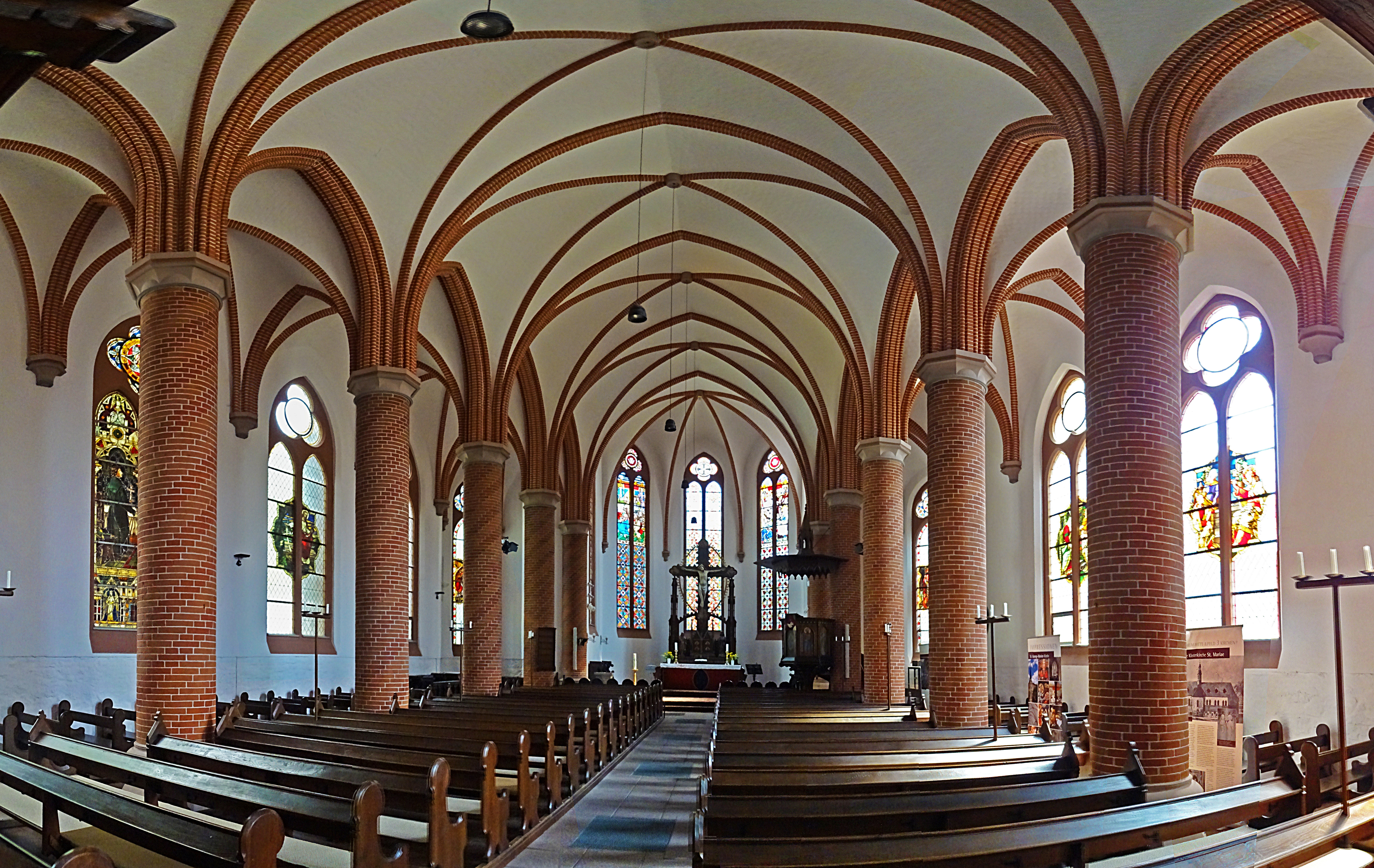
Innenraum-Panorama

Die evangelische Kirche St. Georg – Marien steht im Ortsteil Ilfeld der Gemeinde Harztor im Landkreis Nordhausen in Thüringen. Sie gehört zum Evangelischen Kirchengemeindeverband Ilfeld in der Evangelischen Kirche in Mitteldeutschland.

## Geschichte
Von 1865 bis 1869 ließen König Georg V. und Königin Maria an Stelle der abgerissenen Fleckenkirche St. Georg und der alten, 1223 der Jungfrau Maria gewidmeten romanischen Klosterkirche die St.-Georg-Maria-Kirche errichten. Conrad Wilhelm Hase erbaute sie.

## Architektur
Porphyrgestein ist das Baumaterial für die Mauern, ergänzt durch Dolomitgestein für Besonderheiten, z. B. Sohlbänke und Wasserspeier aus der Umgegend. 2018 wurde der Innenraum renoviert.
Der quadratische Kirchturm ist 55 Meter hoch und trägt fünf Glocken sowie zwei weitere für den Uhrenschlag.

## Ausstattung

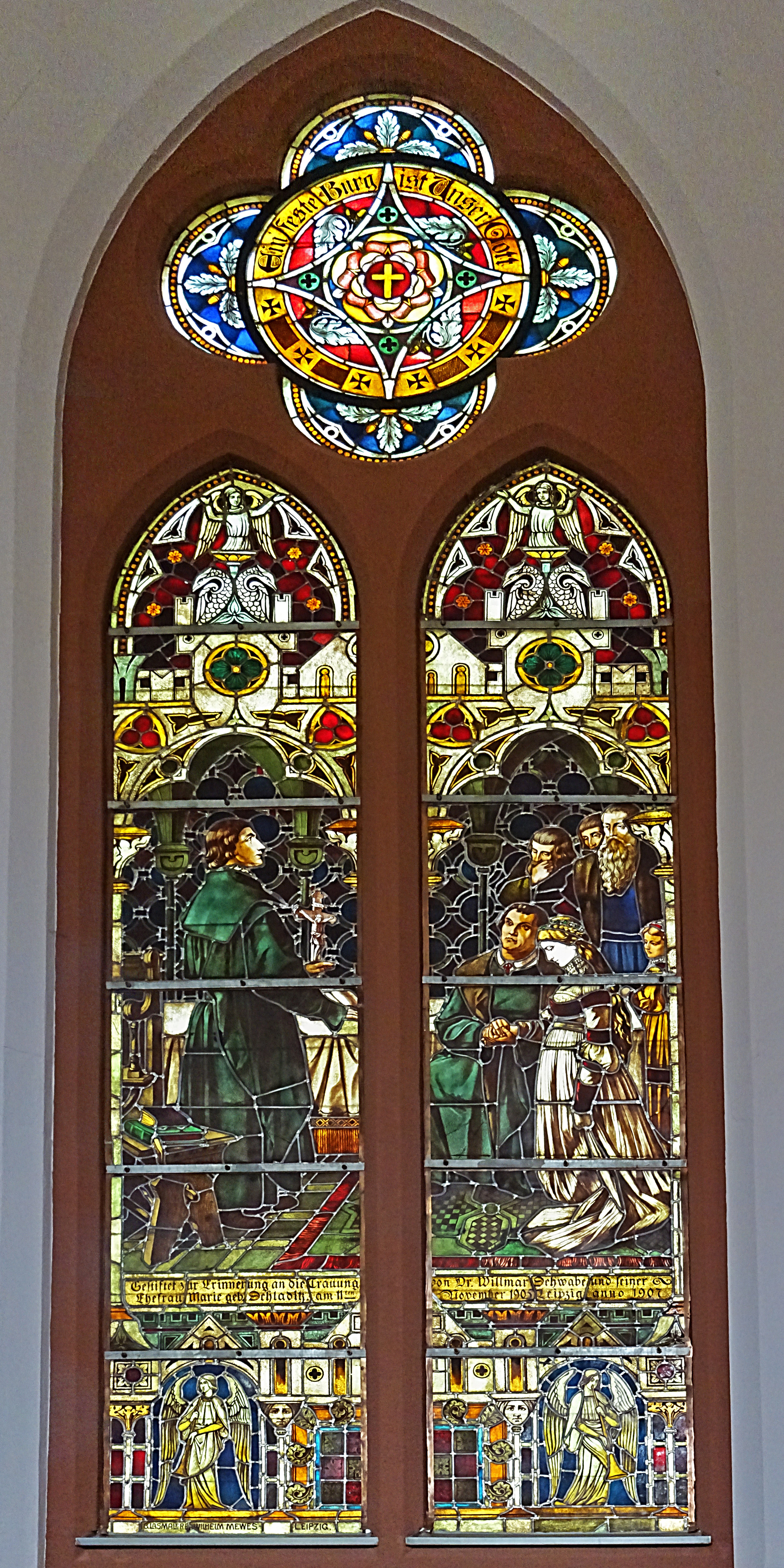
Luthertrauung

Im Innenraum befinden sich das aus dem Jahre 1350 stammende Kruzifix aus der ehemaligen Klosterkirche, ebenso das geschnitzte Chorgestühl. Der Taufstein stammt aus der Erbauerzeit.
Die Glasfenster mit Verkündigung der Geburt Jesu und die Luthertrauung von Wilhelm Mezees im Nordschiff stiftete der Leipziger Apotheker Wilhelm Schwabe im 19. Jahrhundert. Nach der politischen Wende wurden die Glasmalereien in Hannover restauriert.
2003 wurde für 38.000 Euro eine Warmluftheizung eingebaut.

### Orgel
Die Orgel schufen 1955 bis 1956 die Gebrüder Jehmlich aus Dresden als Op. 716. Sie hat 27 Register und ca. 2000 Pfeifen. 1990 bis 1996 erfolgten Sicherungsarbeiten durch Orgelbau Reinhard Hüfken. Die Disposition lautet wie folgt:
| I Hauptwerk C– |             |       |
| 1.             | Quintadena  | 16′   |
| 2.             | Prinzipal   | 8′    |
| 3.             | Rohrflöte   | 8′    |
| 4.             | Oktave      | 4′    |
| 5.             | Blockflöte  | 4′    |
| 6.             | Nassat      | 2 ⁄3′ |
| 7.             | Oktave      | 2′    |
| 8.             | Mixtur V–VI |       |
| 9.             | Zimbel II   |       |
| 10.            | Trompete    | 8′    |

| II Brustwerk (schwellbar) C– |            |    |
| 11.                          | Gedackt    | 8′ |
| 12.                          | Rohrflöte  | 4′ |
| 13.                          | Prinzipal  | 2′ |
| 14.                          | Waldflöte  | 2′ |
| 15.                          | Oktave     | 1′ |
| 16.                          | Terzian II |    |
| 17.                          | Scharff IV |    |
| 18.                          | Dulzian    | 8′ |
|                              | Tremulant  |    |

| Pedal C– |              |     |
| 19.      | Subbass      | 16′ |
| 20.      | Oktavbass    | 8′  |
| 21.      | Gedacktbass  | 8′  |
| 22.      | Quintadena   | 4′  |
| 23.      | Nachthorn    | 2′  |
| 24.      | Mixturbass V |     |
| 25.      | Posaune      | 16′ |
| 26.      | Trompete     | 8′  |
| 27.      | Schalmey     | 4′  |

- Koppeln: II/I

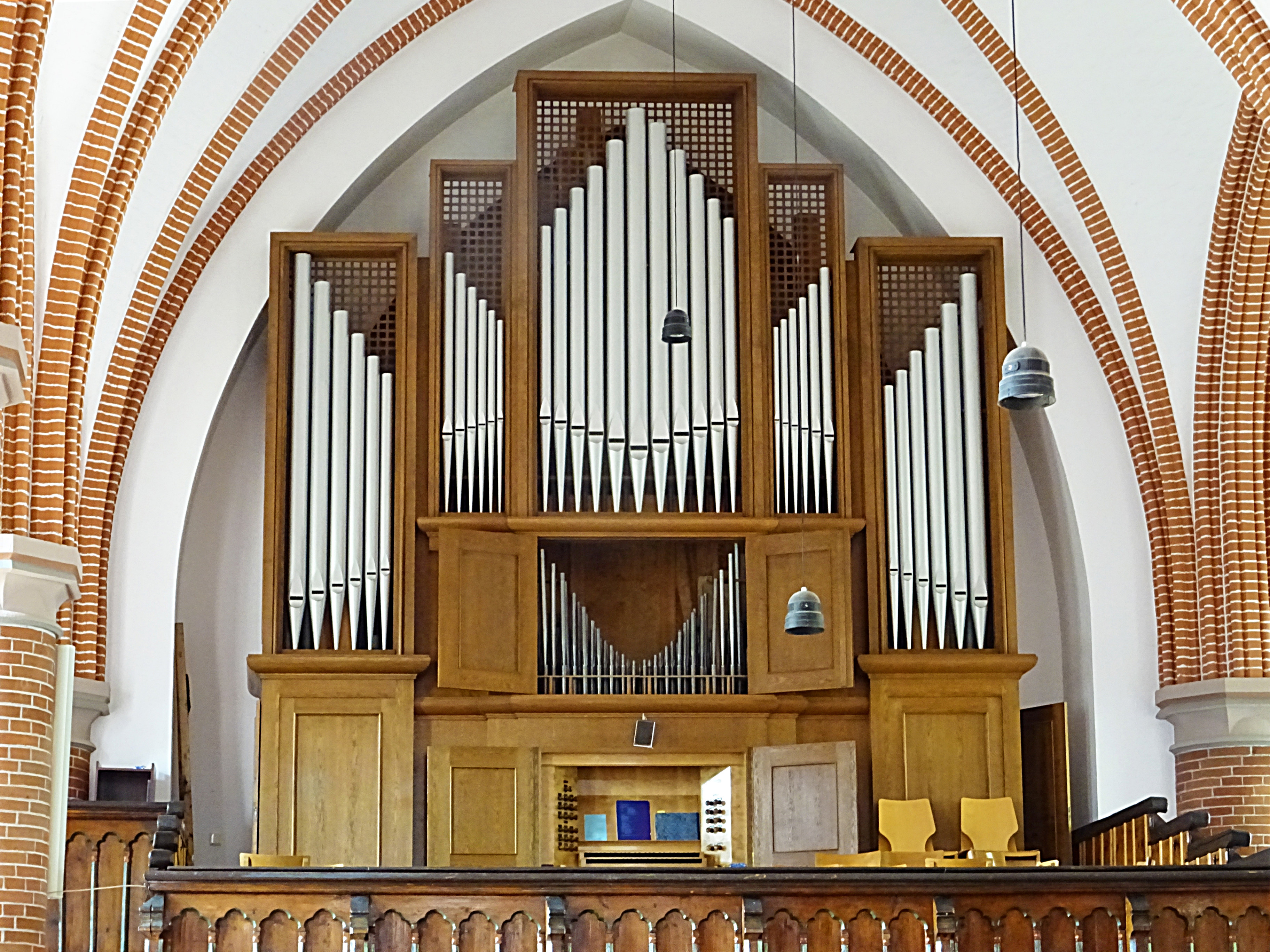
Die Jehmlich-Orgel

- Spielhilfen: Schweller für Brustwerk